# Сухоруков Олександр Олександрович
Олександр Олександрович Сухоруков (нар. 27 вересня 1923, Ростов-на-Дону) — український живописець.

## Біографія
Народився 27 вересня 1923 року у місті Ростові-на-Дону (нині Росія). 1942 року призваний до Червоної армії. Брав участь у німецько-радянській війні. Служив червоноармійцем у  60-му окремому автомобільному полку. Був поранений.
1954 року закінчив Львівський інститут прикладного та декоративного мистецтва, де навчався зокрема у Романа Сельського і Йосипа Бокшая.

## Творчість
Працював у галузі монументального живопису. Серед робіт:
- «Радянська Буковина» (1954);
- декоративні панно в автопавільйонах на магістралі Львів—Київ (1959—1960);
- комплексне оформлення павільйонів на тролейбусній трасі Сімферополь—Ялта (1963—1964);
- панно у ресторані «Вінниця» у Вінниці (1965).